# Raphaël Chrétien
Pour les articles homonymes, voir Chrétien (homonymie).
Raphaël Chrétien est un violoncelliste et pédagogue français, né à Paris, le 17 février 1972.

## Biographie
Issu d’une famille de musiciens, Raphaël Chrétien naît en 1972 et débute très tôt le piano et le violoncelle, d’abord avec son père puis auprès d’Alain Meunier. Dès l’âge de quatorze ans, il est sélectionné par Mstislav Rostropovitch, pour participer à sa master-class parisienne consacrée à Prokofiev. Il intègre l’année suivante le Conservatoire national supérieur de musique de Paris dans la classe de Philippe Muller et de Christian Ivaldi, où il obtient quelques années plus tard les premiers prix de Violoncelle et de Musique de chambre.
Au cours de cycles de perfectionnement au Conservatoire national supérieur de musique de Paris et à l’Académie de musique de Bâle (Konzert Diploma), il rencontre notamment Miklos Perenyi, Janos Starker, Paul Tortelier, mais également Pierre Boulez qui écrit à cette époque: “J’ai entendu Raphaël Chrétien et fus vivement impressionné par son interprétation du triple concerto de Beethoven au Théâtre des Champs-Elysées…”.
Lauréat de plusieurs concours internationaux, dont le Prix spécial Martinu au Concours International de Prague ou le Grand Prix et le Prix du Public au Concours International de Belgrade, puis enrichi d’une expérience comme co-principal du London Symphony Orchestra, il entame alors une intense carrière de concertiste qui l’amène à se produire aujourd’hui dans le monde entier…
Partenaire très apprécié en musique de chambre, Raphaël Chrétien est ainsi l'invité régulier de nombreux festivals français (Classique au vert-Paris, Flâneries de Reims, les Arcs, Folles journées de Nantes, Nancyphonies, Pâques de Deauville…) et internationaux (Keihanna concert series-Jap, Moscow conservatory in America, Musicadhoy-Esp, Nordic music days, Danemark, Settimane musicale di Siena-It…); il est aussi l’un des rares musiciens européens convié au célèbre Marlboro music festival-Usa, aux côtés d’artistes tels que Midori, le quatuor Julliard, Andras Schiff et Mitsuko Ushida.
En soliste, il s’est notamment produit avec l’orchestre National d’Ile de France, les Siècles, le Philharmonique de Prague, la Camerata de Salzbourg, le Guildhall symphony orchestra, le Dresden universitat orchester, l'orchestre de Caen, l'orchestre de Cannes-PACA, le Radio-symphonique de Bâle, la Cuidad de Granada,… sous la direction de Jiri Belohavek, Philippe Bender, Mark Foster, Philippe Herreweghe, Jean-Jacques Kantorow, Gerard Korsten, Adrian Leaper, Jacques Mercier, François-Xavier Roth, Kaspar Zehnder ou Ronald Zollman.
Musicien particulièrement éclectique, son vaste répertoire s’étend des suites de Bach sur instrument baroque aux œuvres les plus contemporaines: interprète ou dédicataire d’œuvres de Nicolas Bacri, Franck Bedrossian, Paul Méfano, Piotr Moss, Philippe Schoeller, Alessandro Solbiati, Christian Lauba, Iannis Xenakis, Philippe Hersant..., il participe ainsi activement depuis des années à la création musicale par de multiples concerts et enregistrements.
Sa discographie originale, initiée avec le “premier enregistrement mondial” des Caprices d’Alffredo Piatti pour violoncelle seul, s’est progressivement étoffée de nombreux titres allant de Brahms à Ginastera, en passant par Martinu, Duparc, Guy Ropartz, Saint-Saens, Lalo ou Offenbach, autant de disques qui sont régulièrement salués par la presse (ffff de Télérama, Recommandé par Classica, 10 de Répertoire, Sélection de l’Année du Monde, the Strad…)
.

## Discographie (sélective)
- 2008 : Édouard Lalo et Camille Saint-Saëns, Sonates pour violoncelle et piano - Olivier Peyrebrune, piano (15/17 février 2008, Ligia Digital) (OCLC 713924348).
- 2008 : Jacques Offenbach, Duos pour violoncelles - Jérôme Pernoo, violoncelle (27–29 juin 2008, Ligia Digital Lidi 0302194-08) (OCLC 743070089).
- 2002 : Bohuslav Martinů, Sonates pour violoncelle et piano - Franz Michel, piano (12–14 novembre 2001, Daphénéo A 202).
- 2000 : Guy Ropartz et Henri Duparc, Sonates pour violoncelle et piano - Maciej Pikulski, piano (3–5 juillet 2000, Daphénéo A 010) (OCLC 658897105).
- Ginastera, Sonate pour violoncelle et piano, op. 49, 12 American preludes, op. 12 - Franz Michel, piano (1999, Daphénéo) (OCLC 718043154).
- 1998 : Jean Huré, Trois sonates pour violoncelle et piano - Maciej Pikulski, piano (2–4 septembre 1998, Daphénéo 9812)[2] (OCLC 41468933)
- 1997 : Alfredo Piatti, Caprices pour violoncelle seul (20 décembre 1996/20 janvier et 22 février 1997, Daphénéo 9704) (OCLC 39388530). Première mondiale.